# Cantó de Brie-Comte-Robert
El cantó de Brie-Comte-Robert és un antic cantó francès del departament del Sena i Marne, que estava situat al districte de Melun. Comptava amb 12 municipis i el cap era Brie-Comte-Robert.
Va desaparèixer al 2015 i el seu territori es va dividir entre el cantó de Fontenay-Trésigny, el cantó d'Ozoir-la-Ferrière i el cantó de Combs-la-Ville.

## Municipis
- Brie-Comte-Robert
- Chevry-Cossigny
- Coubert
- Évry-Grégy-sur-Yerre
- Férolles-Attilly
- Grisy-Suisnes
- Lésigny
- Limoges-Fourches
- Lissy
- Servon
- Soignolles-en-Brie
- Solers

## Història
| Data d'elecció                           | Identitat             | Partit                      | Qualitat |
| ---------------------------------------- | --------------------- | --------------------------- | -------- |
| 1945-1946                                | Arthur Chaussy        | SFIO                        |          |
| 1946-1970                                | Maurice Dechéleprêtre | SFIO, després divers gauche |          |
| 1970-1982                                | Alain Vivien          | PS                          |          |
| 1982-1988                                | Jean Kirchheim        | RPR                         |          |
| 1988-1994                                | André Aubert          | PS                          |          |
| 1994-2001                                | Marc Noé              | RPR                         |          |
| 2001-                                    | André Aubert          | PS                          |          |
| les dades anteriors no són pas conegudes |                       |                             |          |
|                                          |                       |                             |          |